# 日本曹達
日本曹達株式会社（にほんそーだ、英: Nippon Soda Co.,Ltd.）は、東京都千代田区に本社がある日本の化学会社。略称は「日曹」（）。かつては日曹コンツェルンの中核企業であった。

## 事業内容
農業化学品、医薬中間体、電子材料等の高付加価値有機・無機化学製品及び各種工業薬品等の製造・販売を行う。
クロールアルカリ事業カセイソーダ、塩素、塩酸、カリ製品、青化製品 他
機能性化学品事業半導体フォトレジスト材料、染料製品、特殊樹脂 他
アグリビジネス殺菌剤、殺虫・殺ダニ剤、除草剤 他
環境化学品事業水処理剤、殺菌消毒剤、光触媒、PCB無害化処理 他
医薬品事業医薬中間体、製剤用添加剤 他

## 事業所
- 本社：東京
- 支店：大阪
- 営業所：札幌、仙台、関東（さいたま市）、高岡、福岡
- 工場：二本木（上越市中郷区）、高岡、水島（倉敷市）、千葉（市原市）
- 研究所：小田原、千葉、各工場生産技術研究所
- 海外：ニューヨーク、デュッセルドルフ、サンパウロ、上海ほか

## 沿革
- 1913年（大正2年） 創立者の中野友禮、電解法ソーダの特許を取得。
- 1920年（大正9年） 日本曹達株式会社設立、資本金75万円。二本木工場（新潟県上越市中郷区）の操業開始。
- 1939年（昭和14年）日曹製鋼を合併。
- 1945年（昭和20年）空襲により本社、大島工場、砂町工場全焼。
- 1949年（昭和24年） 東京証券取引所・大阪証券取引所に株式上場。
- 1949年（昭和24年）12月1日 - 鉄鋼部門が日曹製鋼株式会社として分社化。
- 1960年（昭和35年） アメリカのマスタービルダーズ社を吸収合併したマーティン・マリエッタ社と合弁で、日曹マスタービルダーズを設立[4]。
- 1963年（昭和38年） 日曹油化工業株式会社を設立。
- 1969年（昭和44年） 日曹化成株式会社（千葉県市原市）を設立。
- 1970年（昭和45年） 福島県耶麻郡の日曹金属会津工場でカドミウム公害が深刻化。
- 1999年（平成11年） 日曹化成株式会社を合併（同社千葉工場となる）。日曹油化工業株式会社株式の全部を、丸善石油化学株式会社に譲渡。

## 関連会社
2020年3月31日現在の子会社数は38社、関連会社数は8社である。
連結子会社
- 日曹商事株式会社
- 三和倉庫株式会社
- 日曹金属化学株式会社
- 日曹エンジニアリング株式会社
- 株式会社日曹建設
- 上越日曹ケミカル株式会社
- 新富士化成薬株式会社
- ニッソーファイン株式会社
- 株式会社ニッソーグリーン

持分法適用関連会社
- 日曹ビーエーエスエフ・アグロ株式会社

## その他

### 日曹コンツェルン
重化学工業から発達した昭和の新興財閥の一つに数えられた。1940年（昭和15年）には傘下企業が42社まで増え、日曹コンツェルンと呼ばれた。その後、第二次世界大戦後、GHQの指定する15社に数えられ、財閥解体された。

### ウサギの社章

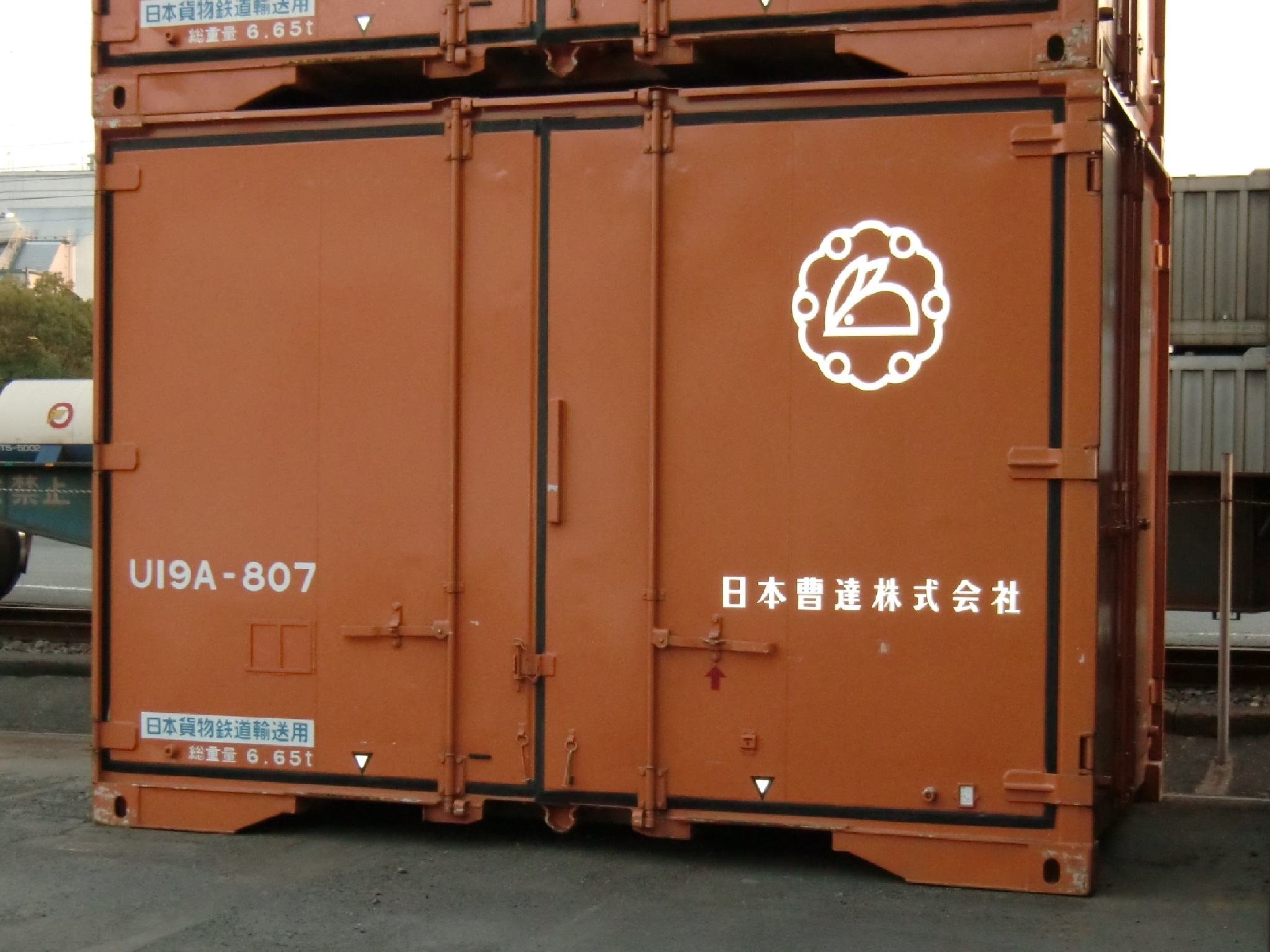
日本曹達のJR貨物コンテナ
右上に描かれている図柄が社章である。

日本曹達の社章は、雪像の「雪うさぎ」を、6つの頂点を持つ環で囲んだもので、古くからの重工業企業としては童心のあるデザインである。雪の結晶は六角であり、それぞれ誠実、勤勉、創意工夫、協調、奉仕、感謝を意味しているという記述もあるが、後年つけ加えられたものだと思われる。
元は1920年の創業初期、二本木工場で「製品に付けるマーク」も議題に含めた会議中、会議室に白い野ウサギが突然飛び込んできて、また駆け去るというハプニングがあったことから、これに絡めて考案されたものと伝えられる。更に、白いウサギのイメージを、創業当初の主力製品であった「苛性ソーダ」「さらし粉」の高純度を象徴する純白性に重ねたものともいう。
2018年8月より、創業100周年に向けた「コミュニケーション・シンボル」として、ウサギのキャラクターであるミッフィーを採用している。

### 開発製品
同社は、花王と共同で「キッチンハイターヌメリ取り剤」を開発した。